# Adiarsa Timur
Adiarsa Timur is een bestuurslaag in het regentschap Karawang van de provincie West-Java, Indonesië. Adiarsa Timur telt 16.701 inwoners (volkstelling 2010).